# Иткис, Моисей Абрамович
Моисей (Михаил) Абрамович Иткис (20 апреля 1929, Торговица — 22 июня 2009) — многократный чемпион мира, Европы и СССР по пулевой стрельбе в винтовочных упражнениях, один из сильнейших стрелков своего времени. Заслуженный мастер спорта СССР (1956). Полковник.

## Биография
Представлял общество «Трудовое резервы» (Москва), с 1949 года — СКА (Ленинград).
В 1963 году присвоено звание «Почётный мастер спорта СССР».
В 1963 году окончил заочный факультет института физической культуры имени П. Ф. Лесгафта.
В 1969 году защитил кандидатскую диссертацию по теме «Совершенствование методики обучения стрельбе из винтовки стоя в свете изучения функций некоторых анализаторов стрелка».
Преподавал в Санкт-Петербургском Военно-инженерном институте им. А. Ф. Можайского. Доцент.
В 1983 году в соавторстве с Анатолием Ширенко, Леонидом Барановым, Владиславом Луговским и Валерием Лысенко запатентовал устройство для обучения и тренировки в прицеливании (патент № 9538 от 30.08.1983).
В конце жизни репатриировался в Израиль, где и умер в 2009 году.

## Достижения
- 12-кратный чемпион мира (1954, 1958, 1962)
- серебряный призёр чемпионата мира (1958)
- 5-кратный бронзовый призёр чемпионатов мира (1954, 1958)
- 14-кратный чемпион Европы (1955, 1959, 1965)
- 7-кратный серебряный призёр чемпионатов Европы (1955, 1965)
- 3-кратный бронзовый призёр чемпионатов Европы (1955, 1959)
- 11-кратный чемпион Спартакиады дружественных армий 1958[7]
- многократный чемпион и рекордсмен СССР
- 19-кратный рекордсмен мира и Европы
- 75-кратный рекордсмен СССР
- участник Олимпийских игр 1960 года в Риме (5 место)

## Награды
- Орден «Знак Почёта» (16.09.1960) — за успешные выступления в XVII летних и VIII зимних Олимпийских играх 1960 года, а также за выдающиеся спортивные достижения[8]

## Список произведений
Книги:
- Некоторые особенности отношения стрелка к выстрелу и результату стрельбы.
- Огневая подготовка из стрелкового оружия. — Л.: ЛВИКА, 1972.
- Специальная подготовка стрелка-спортсмена. — М.: ДОСААФ, 1982. — 128 с.
- Техника стрельбы из винтовки.
- Этапы подготовки стрелка из винтовки.

Статьи:
- Визуальная оценка техники производства выстрела при стрельбе из винтовки // Теория и практика физ. культуры. — 1974. — № 7. — С. 73—76.
- Значение проприоцептивной чувствительности мышц указательного пальца для стрелков при пулевой стрельбе // Теория и практика физ. культуры. — 1968. — № 5. — С. 31—34.
- Оценка степени устойчивости системы человек-оружие как один из факторов для отбора стрелков // Теория и практика физ. культуры. — 1969. — № 6. — С. 27—30.